# カストロ・デイ・ヴォルシ
カストロ・デイ・ヴォルシ（伊: Castro dei Volsci）は、イタリア共和国ラツィオ州フロジノーネ県にある、人口約4,400人の基礎自治体（コムーネ）。

## 地理

### 位置・広がり

#### 隣接コムーネ
隣接するコムーネは以下の通り。括弧内のLTはラティーナ県所属を示す。
- アマゼーノ
- チェッカーノ
- チェプラーノ
- ファルヴァテッラ
- レーノラ (LT)
- パステナ
- ポーフィ
- ヴァッレコルサ
- ヴィッラ・サント・ステーファノ

### 気候分類・地震分類
カストロ・デイ・ヴォルシにおけるイタリアの気候分類 (it) および度日は、zona D, 1831 GGである。
また、イタリアの地震リスク階級 (it) では、zona 2B (sismicità media) に分類される。

## 行政
- 山岳共同体 "Monti Lepini" に属する

### 分離集落
カストロ・デイ・ヴォルシには、以下の分離集落（フラツィオーネ）がある。
- Barbugliano, Camporosello, Cavatelle, Centro Storico, Collecavallo, Collenuovo, Collepece, Collevento, Crespasa, Farneta, Flagellano, Fosso, Limate, Madonna del Piano, Martiglioni, Montecrispi, Montenero, Ranetto, Rio Sacco, San Giacomo, San Sosio, San Tamaro, Scarpatosta, Selvotta, Stazione, Quattro Strade, Vallefratta, Vallereale